# František Steiner (novinář)
František Steiner (20. března 1925, Praha – 14. prosince 2013, Praha) byl český sportovní novinář a publicista.

## Život
Během druhé světové války byl internován nedaleko v Benešově. Absolvoval grafickou školu, od podzimu 1945 se stal dopisovatelem Lidové demokracie, v březnu následujícího roku nastoupil do pražské redakce deníku jako sportovní redaktor. V té, s krátkou přestávkou v kulturní rubrice a práce v krajské redakci v Plzni, působil další desetiletí. Celou svou novinářskou kariéru tak spojil s deníkem Lidová demokracie.
V redakci psal články z řady sportů - kromě forbalu, nejvíce o hokeji a tenise.
Do redakce Lidové demokracie. nastoupil v roce 1945 a opustil ji až v roce 1992. Poté se stal tiskovým mluvčím Českomoravského fotbalového svazu (předchůdce Fotbalové asociace České republiky) a národního týmu. V této roli pracoval i během EURA´96, které probíhalo v Anglii.
Byl řadu let lídrem fotbalové sekce Klubu sportovních novinářů (KSN). Patřil mezi odborně připravené a výborně informované novináře (jak to zachytil i Ota Pavel v knize Plná bedna šampaňského.
Mnoho let byl externím spolupracovníkem prestižního německého odborného magazínu Kicker. Do roku 2013 byl přispěvatelem publikací Fotbalové asociace České republiky.

## Zajímavosti
Přestože byl fotbalovým publicistou, tak sám hrál fotbal pouze amatérsky či rekreačně, ovšem byl špičkovým hráčem vodního póla za Spartu Praha a ČH Bratislava. Byl také trenérem československé reprezentace vodních pólistů.
Byl spoluautorem publikace Život bez nedělí a samostatným autorem knih Co jsem "zapomněl" napsat, Dělník a umělec Jiří Němec a publikace Fotbal pod žlutou hvězdou (2009), jejíž obsah pojednává o fotbalových aktivitách vězňů v nacistickém koncentračním táboře Terezín.
Po založení literární žurnalistické ceny Jiřího Laufera v roce 1970 se stal jejím prvním laureátem a poté ji získal ještě dvakrát.